# Chelonus longipedicellus
Chelonus longipedicellus är en stekelart som först beskrevs av Ji och Chen 2003.  Chelonus longipedicellus ingår i släktet Chelonus och familjen bracksteklar. Inga underarter finns listade i Catalogue of Life.